# Opération insecticide
L'Opération insecticide aurait été une opération militaire organisée en 1994 à la demande du Gouvernement intérimaire rwandais pendant le génocide au Rwanda. Certaines enquêtes y associent le capitaine de la gendarmerie française Paul Barril. Son existence a été confirmée dans l'agenda d'un ministre du gouvernement intérimaire rwandais.

## Nature de l'opération
Cette opération aurait visé essentiellement à former au tir de précision et aux techniques d'infiltration des élites choisies parmi la garde présidentielle rwandaise connue pour sa très grande activité dans les massacres dès le premier jour du génocide (assassinat également de dix casques bleus belges le premier jour dans le but de faire partir la Minuar). Elle aurait aussi comporté, selon des précisions apportées ultérieurement, une fourniture d'armes.
D'autre part le nom de cette opération semble étroitement lié à la propagande des génocidaires qui, sur la radio des mille collines, appelait sans relâche à tuer les « cafards tutsi ». 
Cette opération, qui est mentionnée par quatre sources notoires, semble avoir été conduite dans le plus grand secret et son évocation éveille de très grandes résistances. En particulier, Paul Barril, bien qu'il ne soit pas avare de détails sur ses actions au Rwanda, n'a pas confirmé sa participation à cette opération dont il serait pourtant la cheville ouvrière. Seules les "allégations" d'Alison Des Forges, d'André Guichaoua et de Patrick de Saint-Exupéry donnaient du crédit à cette affaire, jusqu'en 2012. Le 24 janvier 2013 un article du quotidien Le Parisien révèle que le juge antiterroriste français, Marc Trévidic, aurait saisi des pièces qui confirmeraient le contenu de cette opération. 
Pierre Péan a vivement critiqué deux de ces auteurs (Des Forges et de Saint-Exupéry) dans Noires fureurs et blancs menteurs. Les députés français, qui n'ont pas pu auditionner Paul Barril, n'ont pas parlé de cette opération dans leur rapport sur le Rwanda. Cette opération au Rwanda n'est pas la seule à ne pas être évoquée par les députés français. Une autre action se serait déroulée au début de l'opération Turquoise à partir de Goma. Il s'agit, selon le commandant Pierre Bunel, dans un de ses ouvrages Mes services secrets, d'un détachement "spécialisé" de 220 militaires français, soit 10 % de l'ensemble de Turquoise, qui a été passé sous silence par les députés français et les médias français. L'historienne Alison Des Forges en parle aussi dans son rapport aucun témoin ne doit survivre.

## L'enquête d'Alison Des Forges
Dans son livre Leave None to Tell the Story: Genocide in Rwanda, traduit en français sous le titre « Aucun témoin ne doit survivre », Des Forges rapporte également ceci (les mois cités se rapportant à l'année 1994) :
« Selon des sources militaires rwandaises, Barril avait été engagé par le ministère rwandais de la Défense pour diriger un programme de formation de 30 à 60 hommes, effectif qui était susceptible d'atteindre les 120, au camp de Bigogwe dans le Nord-Ouest. Il devait entraîner au tir et aux tactiques d'infiltration, une unité d'élite qui se préparait à mener des attaques derrière les lignes du FPR. L'opération avait reçu le nom de code d'« opération insecticide », signifiant que l'opération se destinait à exterminer les inyenzi ou les « cafards ». Les commandants des unités de l'armée et de la gendarmerie reçurent l'ordre, dans la première quinzaine du mois d'avril, de recruter des volontaires pour ce programme. En juin, des officiers rwandais décidèrent d'offrir des primes pour inciter les participants au programme de formation à mener des attaques derrière les lignes du FPR, lesquelles étaient vulnérables parce qu'elles s'étendaient sur de longues distances. Toutefois, la situation militaire changea trop rapidement pour qu'ils aient le temps de mettre leur décision à exécution. »
« Selon Sébastien Ntahobari, alors attaché militaire à l'ambassade du Rwanda à Paris, le ministre de la Défense Bizimana transféra 1 200 000 dollars (plus de 6 millions de francs français[pas clair]) de Nairobi à Paris en juin et envoya un fax à Ntahobari pour payer cette somme à Barril, en échange de divers « services et assistance », sans plus de précision. Un assistant de Barril se déplaça à l'ambassade pour venir chercher l'argent ».
« Interrogé sur ce programme d'entraînement, au cours d'un entretien avec une enquêtrice de Human Rights Watch, Barril nia en avoir eu connaissance et mit brusquement fin à la conversation »"
Dans un témoignage filmé pour la Commission d'enquête citoyenne en 2004, François-Xavier Verschave demandera à Alison Des Forges:
« Selon Patrick de Saint-Exupéry, Paul Barril a signé un contrat de 1 200 000 dollars avec le gouvernement génocidaire et mené un programme de formation d’une unité d’élite portant sur le tir et les techniques d’infiltration. Ce contrat est intitulé « opération Insecticide ». Vous aviez révélé ce contrat dans votre rapport de 1998. Cette information n’avait été reprise nulle part, jusqu’au livre de Saint-Exupéry. D’où vous vient cette information très importante ? »
Madame Des Forges répondra :
« Plusieurs officiers de l’ancienne armée rwandaise m’ont informée de la présence de Paul Barril pendant le génocide. L’un d’entre eux m’a parlé de ce contrat, qui consistait à fournir armes et formation, et devait se dérouler au camp de Bigogwe, à l’intention des troupes d’élite qui devaient opérer ensuite derrière les lignes du FPR. Un autre officier m’a parlé de la présence d’au moins deux militaires européens, francophones, qui ne connaissaient rien du Rwanda, et qui avaient été transportés par hélicoptère de Kigali jusqu’à Bigogwe, pendant cette même période. Il semble probable qu’il y ait eu des mercenaires engagés par Paul Barril dans cette opération. »
Les autorités françaises n’ont pas abordé la question du comportement de Barril, sous prétexte qu’il n’est plus un militaire français. Pourtant, ses liens avec l’armée française sont très importants. On sait bien que l’armée emploie des gens sous contrat pour des opérations qu’elle ne peut assumer officiellement. C’est une façon pour le gouvernement d’agir officieusement, par l’intermédiaire de gens qu’il estime être de confiance.

## L'enquête d'André Guichaoua
André Guichaoua, dans son livre Les politiques du génocide à Butare, cite l’agenda de Pauline Nyiramasuhuko, jugée au TPIR et ancienne ministre du gouvernement intérimaire rwandais qui a conduit le génocide[source insuffisante], en date du 20 juin 1994, « Opération insecticide dans les arrières ».

## L'enquête de Patrick de Saint-Exupéry
Le journaliste Patrick de Saint-Exupéry écrit en 2004 :
« Paul Barril va signer un contrat de 1 200 000 dollars avec le gouvernement des tueurs. Il mènera le “programme de formation” d’une “unité d’élite”, portant sur le “tir” et les “techniques d’infiltration”. Le contrat est intitulé opération insecticide. »

## L'enquête du juge antiterroriste français Marc Trévidic
Selon Le Parisien du 24 janvier 2013 le juge Trévidic aurait saisi des documents chez Barril qui confirmeraient le contenu de cette opération. Une lettre du ministre de la défense rwandais datée du 27 avril 1994, l'aurait chargé de recruter 1000 hommes :
« C’est une lettre de quelques lignes, tapée à la machine. Signée par Augustin Bizimana, le ministre de la Défense rwandais, elle est adressée « au Capitaine Paul Barril ». « Monsieur,… la situation dans mon pays devient de plus en plus critique… Vu l’évolution actuelle du conflit, je vous confirme mon accord pour recruter, pour le gouvernement rwandais, 1000 hommes devant combattre aux côtés des Forces Armées Rwandaises.» La missive insiste sur « l’urgence » de la requête. Elle est datée du 27 avril 1994." [...] "L’été dernier, à la demande du juge Trévidic, une série de perquisitions menées chez Barril et auprès de son entourage ont permis de mettre la main sur des documents accablants. Outre la demande de 1000 mercenaires, les enquêteurs ont récupéré des factures d’armes, de munitions et d’hommes, liées à « un contrat d’assistance » passé entre Barril et le gouvernement rwandais et daté du 28 mai 1994. Cartouches, obus, mortiers, grenades… le montant global dépasse les 3 M$" »,